# 圣斐理伯堂 (贝内文托)
41°7′55.3″N 14°46′15.24″E / 41.132028°N 14.7709000°E

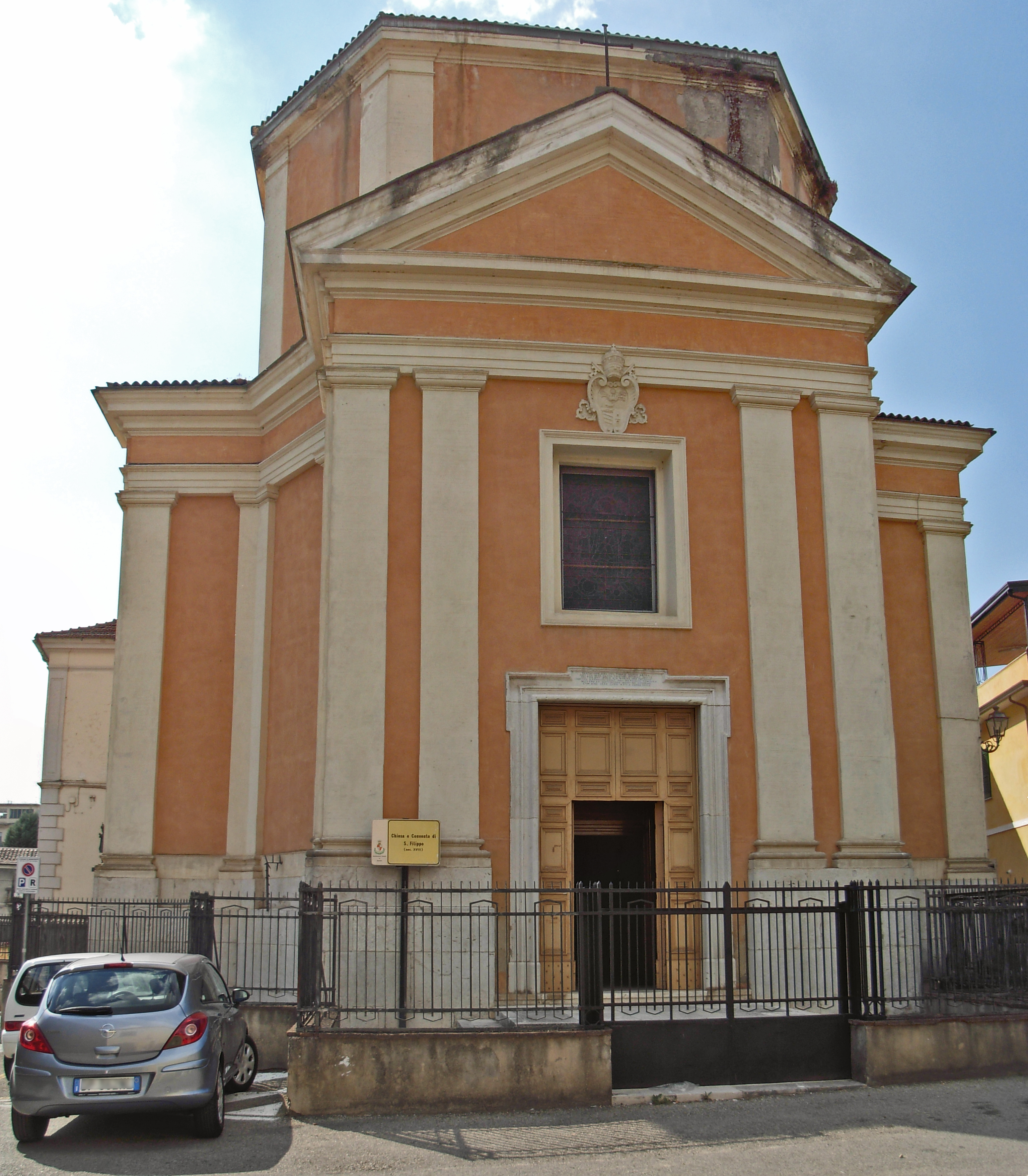
立面

圣斐理伯堂（Chiesa di San Filippo Neri）是一座罗马天主教教堂，巴洛克建筑，位于意大利坎帕尼亚大区城市贝内文托的 Triggio区和 Fravola区。
该堂由奥尔西尼总主教（后来的本笃十三世）建于1724年，建筑师Filippo Raguzzini。